# Перес, Антонио
Анто́нио Пе́рес дель Йе́рро (исп. Antonio Pérez del Hierro; 1534, Вальдеконча, Гвадалахара — 3 ноября 1611, Париж) — испанский государственный деятель.
С 1567 года занимал пост секретаря короля Филиппа II и пользовался большим королевским доверием. Непримиримый враг дона Хуана Австрийского и его политики в Нидерландах, обвинял последнего перед королём в государственной измене. В марте 1578 года организовал в Мадриде убийство секретаря Хуана Австрийского дона Эсковедо.
Убедившись со временем в лживости обвинений А. Переса против дона Хуана, Филипп II дважды подверг своего секретаря тюремному заключению. В 1590 году А. Перес бежит в Сарагосу и вверяет себя защите арагонским фуэрос и покровительству великого судьи Арагона, который — как в надёжное убежище — помещает Переса в тюрьму. Филипп II приговорил его заочно к смертной казни, инквизиция же объявила Переса еретиком и перевела в свою тюрьму. В ответ на это жители Сарагосы, увидев в действиях властей нарушение вольностей Арагона (фуэрос), подняли в мае 1591 года восстание и освободили А. Переса из заключения инквизиции. В ноябре 1591 года Антонио Пересу удалось бежать во Францию.